# Потрес мрежњаче
Потрес мрежњаче (лат. commotio retinae) један је облика ретинопатије настао као последица директне или индиректне повреде очне јабучице. Ретинопатија може бити присутна у областима удара на склеру или на удаљеним местима у односу на место удара, укључујући и жуту мрљу или макулу тачку на очном дну у којој је највећа концентрација рецептора за вид.

## Историја
Потрес мрежњаче у задњем полу ока назива се и Берлинов едем, према офталмологу Берлину Р.  који га је први описао 1873. године као пролазно замућење мрежњаче након тупе повреде (трауме) ока.

## Епидемиологија
Потресу мрежњаче којој претходи тупа сила или бласт траума чини око 0,4% свих цивилних повреда ока и 15% свих војних повреда ока.  Њена преваленција након повреде ока варира и креће се од 30% до више од 90%.
Најчешће се јавља код младих физички активних мушкараца.

## Етиологија
Потресу мрежњаче може бити резултат директних и индиректних механизама орбиталне трауме:
- Директна тупа траума ока доводи до директног померања и деформације ока. Хидрауличне силе се могу преносити од спреда према позади и изазвати директан механички поремећај фоторецептора.[9]

- Индиректне повреде, као што је траума након експлозије, настају као последица ударног таласа који изазива  силе смицања.

Потресу мрежњаче коме претходи тупа сила или бласт траума ока која доводи до повреде неуросензорне мрежњаче присутна је  у око 30% свих повреда (траума) ока који су примљени на болничко лечење.
Потрес мрежњаче увек укључује губитак или поремећај спољашњих сегмената фоторецептора,  али и оштећење додатних слојева мрежњаче. Секундарна деформација може настати и као резултат дистензије витреоретиналних спојева.
Код  потрес мрежњаче забележено је и задебљање хороидее, што се може видети на ОЦТ.  Разлог повећане дебљине хороиде, према Буркеу и сарадници вероватно је  последиаца васкуларна дилатација хороидеје која настаје као одговор на трауму.
Фактори ризика
Најчешћи фактори ризика за потрес мрежњаче су:
- Спортске активности, које су од великог утицаја (најчешће спортови са лоптом), * Насиље,
- Саобрачајне несреће моторних возила
- Друге активности повезане са повредом лица и орбите.

## Патофизиологија
Берлин је првобитно претпоставио да области опацификације или анемије мрежњаче одговарају регионима екстрацелуларног едема у неуросензорној ретини. Међутим, ово се показало контроверзним у годинама које су уследиле јер је било неких који су веровали да је основни механизам секундаран у односу на интрацелуларни едем. Поремећај спољашњег сегмента фоторецептора је још једна предложена етиологија. И у експерименталним моделима и у студијама ин виво, утврђено је да се примарна повреда јавља на нивоу спољних сегмената фоторецептора. Ови региони поремећаја спољашњег сегмента су одговарали областима анемије које су визуализоване на прегледу,   и сматра се да су секундарне природе због повећаног расејања светлости услед поремећаја фоторецептора и дезоријентације
Постоји и контроверза у вези са поремећајем крвно-ретиналне баријере (БРБ) у потресу ретине. Студије сугеришу пролазни поремећај крвно-ретиналне баријере убрзо након повреде. Коришћењем пероксидазе као прокси индикатора за поремећај крвно-ретиналне баријере, откривено је да се цурење пероксидазе дешава и до неколико дана након почетне повреде у студијама на животињама.   Утврђено је и да се ово цурење повлачи до 7 дана након повреде.
У току прве недеље након трауме, оштећене ћелије фоторецептора ће доживети дегенерацију.  У првих четрдесет осам сати, фагоцитне ћелије из ретиналног пигментног епитела (РПЕ) напуштају Брукову мембрану и улазе у мређњачу да фагоцитозују оштећене фоторецепторе. Простори који остају иза ових мигрирајућих ћелија се затим попуњавају пролиферирајућим, интактним ћелијама из ретиналног пигментног епитела  – клинички, ово одговара променама у  ретиналном пигментном епитела и хиперпигментацији која може бити присутна код неких пацијената након санације потреса мрежњаче.
Хистолошке студије показују обнову спољашњих сегмената фоторецептора која почиње у року од неколико дана и може да се настави и до неколико месеци након иницијалне повреде.

## Клиничка слика
Појаву симптома који се јављају  одмах након трауме карактеришу замагљен вид, губитак вида или дефект видног поља, централни или парацентрални скотом или метаморфопсија. Поред тога, други знаци трауме могу бити очигледни у предњем или задњем сегменту ока. То укључује хифему, иридодијализу, крварење у стакластом тело, руптуру хороида, трауматску макуларну рупу, прелом орбите или руптуру глобуса.

## Дијагноза
Почетни преглед ока треба пажљиво спровести како би се процениле друге трауматске последице.
Дијагноза се клиничка заснива се на прегледу фундуса. Класичан налаз је избељивање или опацификација ретине која се клинички повлачи у року од четири до седам дана. Екстрамакуларни потрес мређњаче се најчешће јавља на инферотемпоралним до темпоралним локацијама. Крвни судови нису поремећени, што је јединствени идентификатор поттреса мрежњаче. Постериорни преглед такође може открити „псеудо-трешња црвену тачку“.  Пацијенти са тешким потресом могу имати резидуалне промене спољашњег сегмента фоторецептора, атрофију спољашњег сегмента фоторецептора или хиперпигментацију.
Оптичка кохерентна томографија (ОЦТ) служи као користан алат у процени потреса мрежњаче.  Главно место поремећаја које се визуелизује на ОЦТ јавља се на нивоу спољашњег сегмента фоторецептора и спољашњег сегмента фоторецептора споја, што је у складу са хистопатолошким променама. Пролазна хиперрефлективност спољашње ретине се такође може видети на споју унутрашњег/спољног сегмента на ОЦТ.
Одређени налази ОЦТ-а, укључујући дебљину фовеале при почетној презентацији и степен спољашње атрофије ретине, идентификовани су као могући предиктори коначног визуелног исхода.
Мултифокални електроретинограм (ЕРГ) је објективан алат који се може користити за процену функције мрежњаче, иако се ретко користи у клиничкој пракси.

## Диференцијална дијагноза
1. Исхемија мрежњаче
2. Руптура хороидее
3. Пурчерова ретинопатија
4. Трауматска макуларна рупа
5. Хориоретинитис склопетариа
6. Одвајање мрежњаче

## Терапија
Лечење потреса мрежњаче је у већини случајева успешно, јер се може очекивати потпуни опоравак ока са минималним последицама. Међутим, они са тешким повредама које укључују тежи потрес или повреду макуле могу доживети трајни губитак вида или повезане скотоме. Међутим једна студија је показала да је чак и код потреса који укључује макулу,  коначна оштрина вида била боља од 20/30 код већине пацијената.
Постоје неки докази да је активација каспазе одговорна за апоптозу фоторецептора и интравитреалне ињекције биолошких инхибитора каспазе који се могу показати као ефикасан третман за пацијенте са тешком потресом мрежњаче.
На срећу неких пацијената, чак и без специфичног лечења, прогноза потреса мрежњаче је повољна. Недавна студија је предложила предвиђање успешности лечења пацијената на основу анализе  ОЦТ код већег броја поремећених фоторецепторских слојева, тако да  није изненађујуће да је виши степен трауме био повезан са већим поремећајем фоторецептора и лошијим визуелним исходом. 
Опоравак може да се настави неколико месеци на кон повреде и такође се објективно карактерише враћањем нормалне архитектуре мрежњаче на ОЦТ.

## Компликације
Акутни облик потреса мрежњаче обично се повезује са следећим компликацијама:
- трауматски макуларни отвор,
- руптура хороидее,
- сублуксација сочива,
- хифема,
- прелом орбите,
- касни глауком,
- касна катаракта,